# Marguerite Duvillard-Chavannes
Marguerite Duvillard-Chavannes (Lausanne, 26 maart 1851 - aldaar, 8 december 1925) was een Zwitserse feministe.

## Biografie
Marguerite Duvillard-Chavannes was een dochter van Alfred Chavannes, een arts, en van Charlotte Fabre. Ze groeide op bij haar grootouders in Lausanne en huwde in 1874 Jules Duvillard. In 1897 richtte ze de vrouwenorganisatie Union des femmes de Lausanne op, waarvan ze tot 1903 voorzitster was. In 1900 was ze een medeoprichtster van de Bund Schweizerischer Frauenvereine (BSF). Ze bepleitte de samenwerking van vrouwen binnen de vrouwenbeweging zonder onderscheid van klasse, taal of religie.